# River Derwent (Irische See)
Der River Derwent ist ein etwa 58 km langer Zufluss der Irischen See im Lake District in Cumbria im Nordwesten Englands. Der Name „Derwent“ leitet sich vom keltischen Wort für „Eichen“ ab.

## Flusslauf
Der River Derwent entsteht oberhalb des Weilers Seathwaite westlich des Glaramara aus dem Zusammenfluss von Styhead Gill und Grains Gill, fließt dann in  nördlicher Richtung durch das Borrowdale-Tal und mündet in den See Derwentwater, dem er seinen Namen gibt. Der Fluss verlässt den See in der Nähe des Ortes Keswick, wo der Fluss River Greta in ihn mündet; er fließt dann in den Bassenthwaite Lake. An dem Ort Cockermouth strömt der Fluss River Cocker in den Derwent. Hinter Cockermouth fließt der River Derwent nördlich an dem Ort Papcastle vorbei, wo ein römisches Lager nach ihm benannt wurde. Der River Derwent mündet bei Workington in die Irische See.
Der Bowder Stone ist ein großer Findling bei Grange im Borrowdale. Sein Name stammt wahrscheinlich von Balder, Odins Sohn aus der nordischen Götterwelt. 2015 war das flussnahe Terrain am Derwent river überschwemmt.